# Nicolae Popa (pictor și grafician)
Nicolae Popa  (n. 19 mai 1901, Vaslui, România – d. 1962, Iași, România) a fost un pictor și grafician român, profesor universitar, personalitate a picturii moldovene din perioada interbelică. Prin opera sa Nicolae Popa se alătură elitei pictorilor români interbelici, alături de Gheorghe Popovici, Nicolae Tonitza, Ștefan Dimitrescu, Victor Mihăilescu-Craiu, Corneliu Baba, Călin Alupi.Opera sa artistică include lucrări de pictură în ulei, desene, acuarele, artă decorativă, frescă bisericească și ilustrație de carte  Nicolae Popa este tatăl pictoriței Angela Popa Brădean.

## Date biografice
Format în climatul artistic ieșean ca elev al maestrilor Gheorghe Popovici, Octav Bancilă si Ștefan Dimitrescu, Nicolae Popa s-a distins ca un foarte bun desenator și colorist. Născut în comuna Ipatele (Vaslui), în urma cu 100 de ani, pe 19 mai 1901, s-a stabilit din 1913 la Iași, unde a urmat cursurile Scolii de arte frumoase și ale Conservatorului, fiind deopotrivă dotat pentru pictură și muzică. Din 1927, anul absolvirii Conservatorului, și până în 1943, când a fost cooptat în corpul didactic al acestuia, a ocupat posturi de desenator și a predat, paralel, la diferite scoli din Iași și Bacău. În 1932 s-a perfecționat la Paris, unde și-a rafinat gustul estetic și și-a lărgit orizontul culturii generale. Nicolae Popa a cultivat multiple genuri și tehnici—desen, ilustrație de carte, pictură de șevalet, pictură murală—realizate în creion, pastel, guașă, ulei etc. În practica picturii de șevalet, a făcut portrete, peisaje citadine periferice sau din mediul rustic, mici compoziții de gen, mai ales din viața țărănească, naturi statice și flori. Fiind în primul rând desenator, a fost remarcat întotdeauna și ca un înzestrat colorist, cu preferință pentru culorile vii, calde. În această privință îi sunt specifice lucrările cu flori și naturile statice cu ulcioare și fructe: Vas cu flori diferite, Flori și fructe etc. În general, pictura sa este luminoasă, optimistă și are un efect tonic. În genul portretului a creat lucrări remarcabile, dintre care cităm: Portret de fată (1932), Album cu chipuri (1936), Actrița Anny Braesky (1956), Cronicarul Miron Costin și Octav Bancilă (1952). În peisaj, a redat aspecte de la periferia Iașului: Case din cartierul halei (1943), Case pe Bucsinescu (1943), Colț de stradă (1944). Într-un alt plan, Nicolae Popa a fost și un bun pedagog, fapt remarcat și de discipolii săi de la Academia de arte frumoase, Scoala medie de artă și Institutul Pedagogic din Iași. S-a stins din viata pe 25 octombrie 1962, la Iasi, si este inmormintat la Cimitirul Eternitatea din Iași.

## Studii
- 1916-1920 Urmează Conservatorul de Muzică
- 1920-1927 Studiază pictura la Academia de Arte din Iași,ca elev al maestrilor Gheorghe Popovici, Octav Bancilă și Ștefan Dimitrescu
- 1932 Studiază timp de 1 an în atelierul marelui pictor și teoretician André Lhote, în atelierul acestuia din Montparnasse, strada Odessei, Paris.

## Activitate artistică - selecție
- 1933 Participă la Expoziția de grup de la Soth, cu 12 lucrări selecționate de profesorul André Lhote
- 1935 Sub conducerea lui Nicolae Tonitza lucrează la pictura Schitului Durău
- 1943-1950 Este Asistent, Conferențiar și Profesor la Academia de Arte Frumoase din Iași
- 1950-1962 Funcționează ca profesor la Școala de Medie de Artă și la Institutul Pedagogic din Iași
- Între anii 1923-1959 Face 18 Expoziții personale, participă la expoziții regionale, republicane, saloane oficiale din Iași și București, și unele în străinătate

## Premii și distincții[1]
- 1935 Medalia de Aur cu Diplomă
- 1932;1936;1937;1939 Este premiat la Saloanele Artiștilor Moldoveni
- 1941;1942 Primește Premiul Ministerului Cultelor și Artelor
- 1943 Premiul Național al Ministerului  Artelor „Hours-Concurs”
- 1944 Premiul Salonului Oficial de la Lugoj
- 1945;1946;1947;Premiul Ministerului  Artelor
- Ordinul Muncii clasa a III-a (9 iunie 1954) „pentru merite deosebite în domeniul artelor plastice”[2]

## Expoziții postume[3]
- 1963 Muzeul Național de Artă din Iași organizează Expoziția „Iașul oglindit în artă”
- 1965 Muzeul Național de Artă din Iași organizează o Expoziție itinerantă în Suceava, Bacău, Galați, Cluj, București și Sinaia
- 1969 În Expoziția „25 de ani de artă plastică ieșeană” sunt prezentate 5 lucrări ale pictorului Nicolae Popa
- 1971 „Valori de Artă Românească”, figurează cu 4 desene și 4 picturi
- 1973 Un deceniu de la stingerea din viață a artistului, Expoziție Comemorativă, Muzeul Național de Artă din Iași
- 2000 Expoziția Familiei Brădean, Tradiționalism, 3Generații, 4 Pictori,expoziție dedicată pictorului Nicolae Popa, Galeria de Artă a Casei Centrale a Armatei, București
- 2001 O sută de ani de la nașterea pictorului Nicolae Popa, Muzeul Național de Artă din Iași

## Evocare
(...) Nicolae Popa este un iesean autentic si nedezmintit. Trecut prin experientele mistuitoare ale primei jumatati a veacului trecut, pe care le-a trait la Paris, unde a fost elevul lui André Lothe, el a dat fara stavila drumul sufletului sau de impatimit si blind iesean. "Experienta Parisului, noteaza Corneliu Baba, ii folosise, dar odata reintors, redevenise ceea ce era de fapt, un iesean veritabil. Peisajele orasului de pe Bahlui, cu arhitectura colinelor sau a copacilor, strazile pe care crescuse, lumea intima a vietii sale, obiectele gasite la indemina pentru naturile moarte, florile ca niste ochi de soare, portretele celor apropiati il invitau sa adapteze teoriile alambicate temperamentului sau bonom, lirismului sau de moldovean...
Avea un remarcabil simț plastic. Își descria cu naivitatea lui gravă, uimitor de sugestiv, un ansamblu de culori pe o pânză, sau un motiv de pictură. Cu aceeași voce șoptită, își confia emoțiile unei cromatici imaginare sau amănuntele picturale ale unui tablou visat. Te despărțeai de el cu gândul la paletă, grăbit să ajungi mai repede la tine în atelier. La instinctul său i se mai adăugau virtuțile meștesugarului avizat ce desena cu trăsături de impecabil caligraf. Linia sa nu avea ezitări. Știa de la început ce vrea să facă și acest lucru îl amuza pe măsură ce creionul fixa ideea. Se nășteau forme interpretate spiritual, cu gust, întotdeauna de o ironie bonomă. Desena din pasiune, desena pe oricine și mai ales desena pentru oricine, fără  să se lase rugat prea mult. 
în vara lui 1935 Nicolae Tonitza și-a adunat o echipă de pictori din Iași cu care a zugrăvit biserica veche din incinta mănăstirii Durău. În grup ne aflam și noi doi, eu și Popa, el ca desenator oficial al echipei. Ridica la scară schițele maestrului și le pregătea proiectarea lor pe perete. Retrospectiva de față evocă postum personalitatea autentică a pictorului Neculai Popa. Din mulțimea de mulțimea de cartoane, pânze, desenuri ce a lăsat, selecția a ales tot ceea ce s-a crezut că-i destinat să rămână și să-l reprezinte. Culoarea ilustrează în cazul lui mai puțin niște mici subiecte locale și mai mult voluptatea cu care pictorul și-a săvârșit transpunerea lor. Așternute generos, pată de lumină lângă pată de lumină, acord lângă acord, într-un fel de cântec al ritmurilor, culorile lui Neculai Popa îl trădează ceea ce era și cum era când îl întâlneai și îl auzeai șoptindu-ți ceva nemaiauzit. A încredințat cu ajutorul culorilor și al unui creion confidențe ale vieții sale și a lăsat în încremenirea din cadre, evidență, urma iluziilor, multe din ele la fel de încântătoare ca cele pe care le relata pasionat, la colțul unei străzi, la un pahar de vin, într-o călătorie... Corneliu Baba

## Aprecieri
(..)Spiritul de aleasă vocație culturală a Moldovei i-a marcat pe toți marii artiști născuți pe acele plaiuri. Ca sensibilitate, Nicolae Popa face parte din familia spirituală ilustrată de Nicolae Tonitza, Ștefan Dimitrescu, Nuți Acontz sau Aurel Băeșu. Prin cultură și rafinament, opera sa aduce o notă aparte față de marii săi congeneri. Un plus de catifelare a atmosferei pe care o degajă și o spontaneitate- aparentă care acuzăsentimentul vieții care animă personajele sale.
Excelent observator al oamenilior înzestrat cu humor, Nicolae Popa ne-a lăsat o galerie de portrete de o acuitate a observației și o siguranță a desenului ce își găsesc cu greu pereche în arta noastră.Ele nu au nimic din spațiul caricaturii, ci se pot înscrie în categoria portretelor psihologice.
Recuperarea din uitare a lui Nicolae Popa și așezarea lui alături de pictorii desăvrâșiți ai  acestui secol constituie o binemeritată reparație și o certă îmbogățire a istoriei artei românești. Radu Ionescu